# Geocraft
 (octobre 2022).
Si vous disposez d'ouvrages ou d'articles de référence ou si vous connaissez des sites web de qualité traitant du thème abordé ici, merci de compléter l'article en donnant les références utiles à sa vérifiabilité et en les liant à la section « Notes et références ».
GeoCraft est un serveur Minecraft néerlandais à but non lucratif dirigé par GeoFort. Le GeoFort est un centre scientifique et un musée situé à Herwijnen. 
Dans le jeu, les joueurs recréent l'ensemble des Pays-Bas dans Minecraft, basé sur les formes chargées des bâtiments. Entre 2013 et 2015, la carte entière a été chargée avec l'aide du gouvernement central, de l'UEV, de Geodan et de quelques autres sociétés. L'intention initiale est de donner aux enfants, en particulier entre 8 et 14 ans, un aperçu (spatial) plus important. 
Environ 1000 milliards de cubes ont été chargés. L'échelle est de 1 bloc pour 1 mètre dans la vraie vie.

## Bénévoles
Geocraft s'appuie beaucoup sur des bénévoles, il est possible de demander à les rejoindre. 
La communauté GeoCraft compte désormais 400 GeoBurgemeesters (GeoMaire) et Wethouders (Councils), 19 GeoCommissarisen van de Koning (GeoCommissaires du roi), 3 Gedeputeerden (Commissaires) et 6 Ministres. Ensemble, ils font de GeoCraft ce que c'est. 

## Histoire
GeoCraft a commencé comme un serveur où les enfants de Creative pouvaient en créer un pour gagner un concours. Cette version a fonctionné pendant plusieurs années avant la création de GeoCraftNL. La première version de GeoCraftNL n'a pas duré longtemps. Le premier jour où le serveur était en ligne, il a été exécuté via Geodan et le même jour, le serveur s'est écrasé et a été remis à son administrateur actuel, Koen Lemmen . 
Dans la première version de GeoCraftNL, tout le monde pouvait construire n'importe où. Cela s'est rapidement mal passé. Plusieurs choses ont été cassées, puis il a été décidé de sécuriser le serveur. Depuis lors, les nouveaux joueurs doivent d'abord s'inscrire, puis ils peuvent demander des autorisations avec / hulp claim (/ réclamation d'aide) pour construire en un seul endroit. 